# Hachborn
Hachborn ist ein Ortsteil im Westen der Gemeinde Ebsdorfergrund im mittelhessischen Landkreis Marburg-Biedenkopf.

## Ortsgliederung
Bis zur Eingemeindung nach Ebsdorfergrund im Jahre 1974 bestand die Gemeinde aus dem Kernort Hachborn und den Siedlungsplätzen:
- Sandmühle
- Straßmühle
- Goldmühle
- Fortbach

## Geschichte

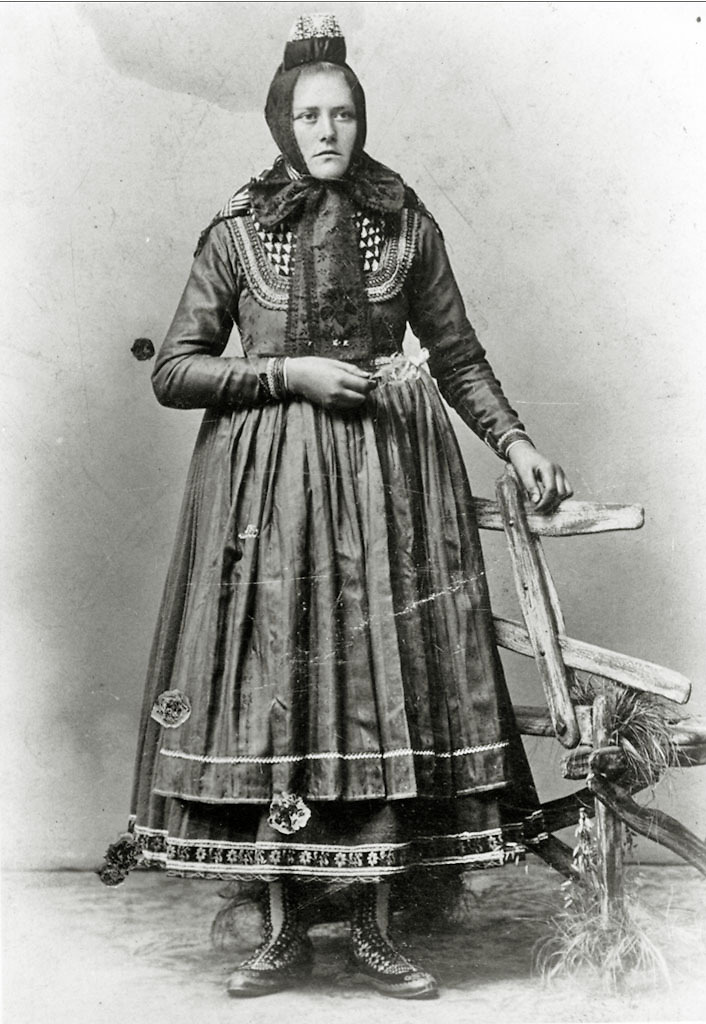
Junge Frau aus Hachborn in Tracht (um 1900)

### Ortsgeschichte
Die älteste bekannte urkundliche Erwähnung von Hachborn erfolgte um 1130 unter dem Ortsnamen Habechenbrunnun 1151 bezeugte der Hachborner Ortsadelige „Volpertus de Habekebrunnin“ die Trennung der neuerbauten Beltershäuser Kirche von der Pfarrei in Ebsdorf. Um diese Zeit waren die Grundherren des Dorfes die Grafen von Gleiberg, 1163 waren es Giso und Hartrad von Merenberg.
Im Jahre 1834 mit der Schaffung der kommunalen Selbstverwaltung wurde Hachborn selbstständige Gemeinde. 1866 wurde das Hofgut Fortbach zu Hachborn eingemeindet.
Hessische Gebietsreform (1970–1977)
Zum 1. Juli 1974 wurden im Zuge der Gebietsreform in Hessen die vorher selbständigen Gemeinden Ebsdorfergrund, Beltershausen, Ebsdorf, Hachborn, Ilschhausen, Leidenhofen und Rauischholzhausen kraft Landesgesetz zur neuen Großgemeinde Ebsdorfergrund zusammengeschlossen. Für alle ehemals eigenständigen Gemeinden von Ebsdorfergrund wurden Ortsbezirke  gebildet.

### Verwaltungsgeschichte im Überblick
Die folgende Liste zeigt die Staaten und Verwaltungseinheiten, denen Hachborn angehört(e):

- vor 1567: Heiliges Römisches Reich, Landgrafschaft Hessen, Gericht Ebsdorf[7]
- ab 1567: Heiliges Römisches Reich, Landgrafschaft Hessen-Marburg, Amt Marburg[8]
- 1604–1648: Heiliges Römisches Reich, strittig zwischen Landgrafschaft Hessen-Darmstadt und Landgrafschaft Hessen-Kassel (Hessenkrieg), Amt Marburg
- ab 1648: Heiliges Römisches Reich, Landgrafschaft Hessen-Kassel, Amt Marburg
- ab 1786: Heiliges Römisches Reich, Landgrafschaft Hessen-Kassel, Amt Treis an der Lumbda
- ab 1806: Landgrafschaft Hessen-Kassel, Amt Treis an der Lumbda
- 1807–1813: Königreich Westphalen,[Anm. 2] Departement der Werra, Distrikt Marburg, Kanton Ebsdorf
- ab 1815: Kurfürstentum Hessen,[Anm. 3] Amt Treis an der Lumbda[9]
- ab 1821: Kurfürstentum Hessen, Provinz Oberhessen, Kreis Marburg[10][Anm. 4]
- ab 1848: Kurfürstentum Hessen, Bezirk Marburg
- ab 1851: Kurfürstentum Hessen, Provinz Oberhessen, Kreis Marburg
- ab 1867: Königreich Preußen,[Anm. 5] Provinz Hessen-Nassau, Regierungsbezirk Kassel, Kreis Marburg
- ab 1871: Deutsches Reich,  Königreich Preußen, Provinz Hessen-Nassau, Regierungsbezirk Kassel, Kreis Marburg
- ab 1918: Deutsches Reich, Freistaat Preußen, Provinz Hessen-Nassau, Regierungsbezirk Kassel, Kreis Marburg
- ab 1944: Deutsches Reich, Freistaat Preußen, Provinz Kurhessen, Landkreis Marburg
- ab 1945: Amerikanische Besatzungszone,[Anm. 6] Groß-Hessen, Regierungsbezirk Kassel, Landkreis Marburg
- ab 1946: Amerikanische Besatzungszone, Hessen, Regierungsbezirk Kassel, Landkreis Marburg
- ab 1949: Bundesrepublik Deutschland, Hessen, Regierungsbezirk Kassel, Landkreis Marburg
- ab 1974: Bundesrepublik Deutschland, Land Hessen, Regierungsbezirk Kassel, Landkreis Marburg-Biedenkopf, Gemeinde Ebsdorfergrund[Anm. 7]
- ab 1981: Bundesrepublik Deutschland, Land Hessen, Regierungsbezirk Gießen, Landkreis Marburg-Biedenkopf, Gemeinde Ebsdorfergrund

### Gerichte seit 1821
Mit Edikt vom 29. Juni 1821 wurden in Kurhessen Verwaltung und Justiz getrennt. Der Kreis Marburg war für die Verwaltung und das Assistenzamt Treis war als Gericht in erster Instanz für Hachborn zuständig. In Treis wurde ein Assistenzamt eingerichtet, das 1833 als eigenständiges Justizamt Treis ausgegliedert wurde und für Hachborn zuständig war. Nach der Annexion Kurhessens durch Preußen wurde durch einen Gebietstausch Treis an das Großherzogtum Hessen abgetreten, Hachborn wurde dem Justizamt Marburg zugeordnet, das am 1. September 1867 in Amtsgericht Marburg umbenannt wurde. Auch mit dem Inkrafttreten des Gerichtsverfassungsgesetzes von 1879 blieb das Amtsgericht unter seinem Namen bestehen.

## Bevölkerung

### Einwohnerstruktur 2011
Nach den Erhebungen des Zensus 2011 lebten am Stichtag dem 9. Mai 2011 in Hachborn 1068 Einwohner. Darunter waren 24 (2,2 %) Ausländer.
Nach dem Lebensalter waren 222 Einwohner unter 18 Jahren, 468 zwischen 18 und 49, 210 zwischen 50 und 64 und 165 Einwohner waren älter. Die Einwohner lebten in 411 Haushalten. Davon waren 90 Singlehaushalte, 90 Paare ohne Kinder und 183 Paare mit Kindern, sowie 42 Alleinerziehende und 6 Wohngemeinschaften. In 63 Haushalten lebten ausschließlich Senioren und in 288 Haushaltungen leben keine Senioren.

### Einwohnerentwicklung
| Quelle: Historisches Ortslexikon | |
| • 1467:                          | 32 Hausgesesse |
| • 1577:                          | 47 Hausgesesse |
| • 1630:                          | 10 Ackerleute (1 vierspännige, 3 dreispännige, 4 zweispännige, 2 einspännige Ackerleute). Durch Pest etliche Mann verstorben. |
| • 1681:                          | 37 hausgesessene Mannschaften                                                                                                 |
| • 1747:                          | 54 Hausgesesse |
| • 1838:                          | Familien: 45 nutzungsberechtigte, 38 nicht nutzungsberechtigte Ortsbürger, 22 Beisassen                                       |

| Hachborn: Einwohnerzahlen von 1768 bis 2011 | Hachborn: Einwohnerzahlen von 1768 bis 2011 | Hachborn: Einwohnerzahlen von 1768 bis 2011 | Hachborn: Einwohnerzahlen von 1768 bis 2011 | Hachborn: Einwohnerzahlen von 1768 bis 2011 |
| --- | ------------------------------------------- | ------------------------------------------- | ------------------------------------------- | ------------------------------------------- |
| Jahr |                                             |                                             |                                             | Einwohner                                   |
| 1768 | 1768                                        |                                             | 356                                         | 356                                         |
| 1800 | 1800                                        |                                             | ?                                           | ?                                           |
| 1834 | 1834                                        |                                             | 597                                         | 597                                         |
| 1840 | 1840                                        |                                             | 602                                         | 602                                         |
| 1846 | 1846                                        |                                             | 658                                         | 658                                         |
| 1852 | 1852                                        |                                             | 703                                         | 703                                         |
| 1858 | 1858                                        |                                             | 685                                         | 685                                         |
| 1864 | 1864                                        |                                             | 684                                         | 684                                         |
| 1871 | 1871                                        |                                             | 649                                         | 649                                         |
| 1875 | 1875                                        |                                             | 665                                         | 665                                         |
| 1885 | 1885                                        |                                             | 692                                         | 692                                         |
| 1895 | 1895                                        |                                             | 669                                         | 669                                         |
| 1905 | 1905                                        |                                             | 654                                         | 654                                         |
| 1910 | 1910                                        |                                             | 661                                         | 661                                         |
| 1925 | 1925                                        |                                             | 701                                         | 701                                         |
| 1939 | 1939                                        |                                             | 717                                         | 717                                         |
| 1946 | 1946                                        |                                             | 945                                         | 945                                         |
| 1950 | 1950                                        |                                             | 1.004                                       | 1.004                                       |
| 1956 | 1956                                        |                                             | 886                                         | 886                                         |
| 1961 | 1961                                        |                                             | 910                                         | 910                                         |
| 1967 | 1967                                        |                                             | 973                                         | 973                                         |
| 1980 | 1980                                        |                                             | ?                                           | ?                                           |
| 1990 | 1990                                        |                                             | ?                                           | ?                                           |
| 2000 | 2000                                        |                                             | ?                                           | ?                                           |
| 2011 | 2011                                        |                                             | 1.068                                       | 1.068                                       |
| Datenquelle: Historisches Gemeindeverzeichnis für Hessen: Die Bevölkerung der Gemeinden 1834 bis 1967. Wiesbaden: Hessisches Statistisches Landesamt, 1968. Weitere Quellen: LAGIS; Zensus 2011 |                                             |                                             |                                             |                                             |

### Historische Religionszugehörigkeit
| Quelle: Historisches Ortslexikon |                                                                                 |
| • 1861:                          | 670 evangelisch-lutherisch, 15 evangelisch-reformierte Einwohner.               |
| • 1885:                          | 665 evangelische (= 96,10 %), keine katholischen, 27 andere Christen (= 3,90 %) |
| • 1961:                          | 852 evangelische (= 93,63 %), 55 katholische (= 6,04 %) Einwohner               |

### Historische Erwerbstätigkeit
| Quelle: Historisches Ortslexikon | |
| • 1768:                          | Erwerbspersonen: 3 Schmiede, 1 Schreiner, 1 Drechsler, 2 Schuhmacher, 1 Wagner, 2 Schneider, 8 Leineweber, 3 Zimmerleute, 3 Tagelöhner, 7 Tagelöhnerinnen. |
| • 1838:                          | Familien: 47 Ackerbau, 28 Gewerbe, 30 Tagelöhner. |
| • 1961:                          | Erwerbspersonen: 205 Land- und Forstwirtschaft, 137 Produzierendes Gewerbe, 47 Handel und Verkehr, 52 Dienstleistungen und Sonstiges.                      |

## Sehenswürdigkeiten

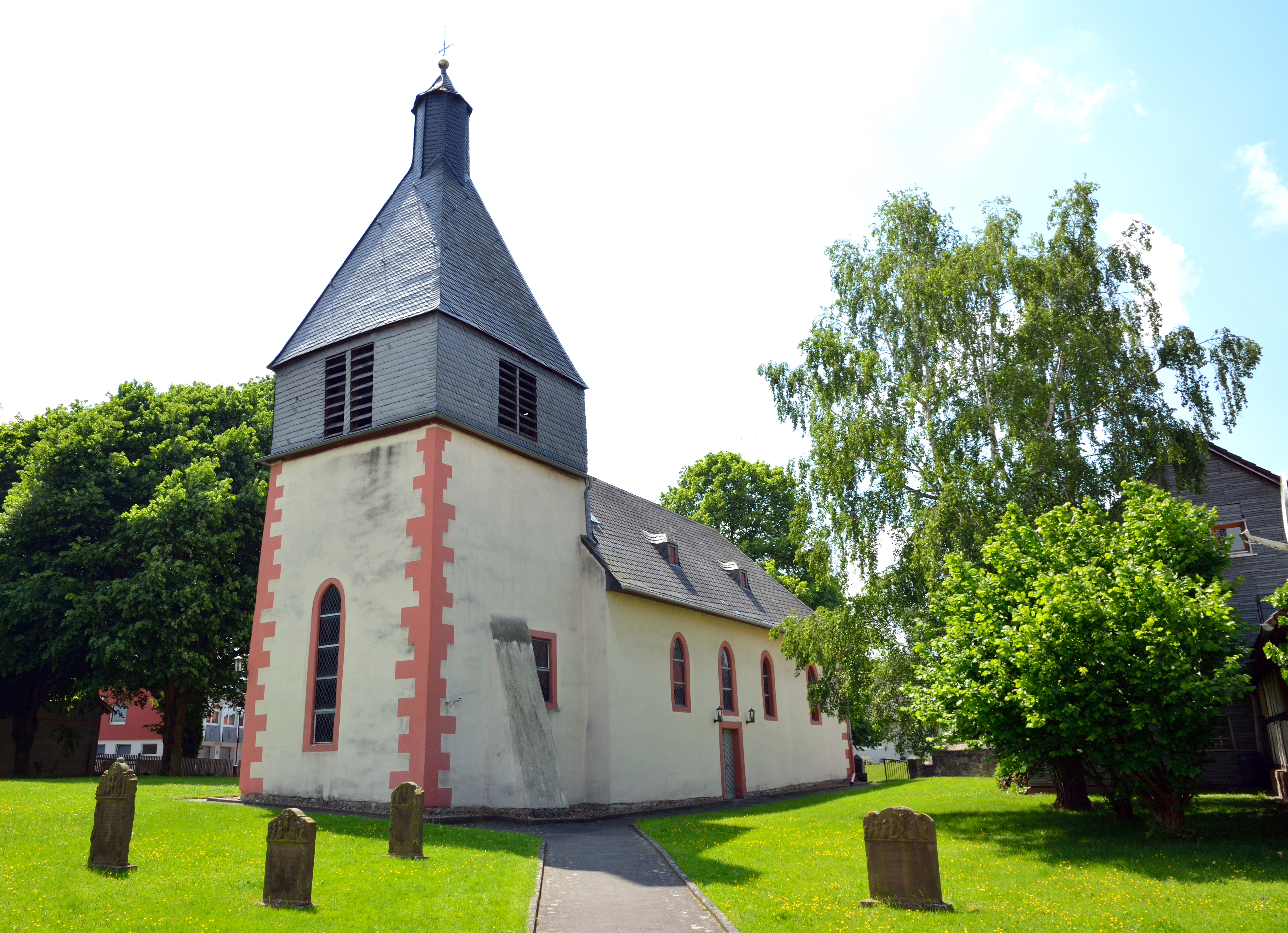
Hachborner Kirche

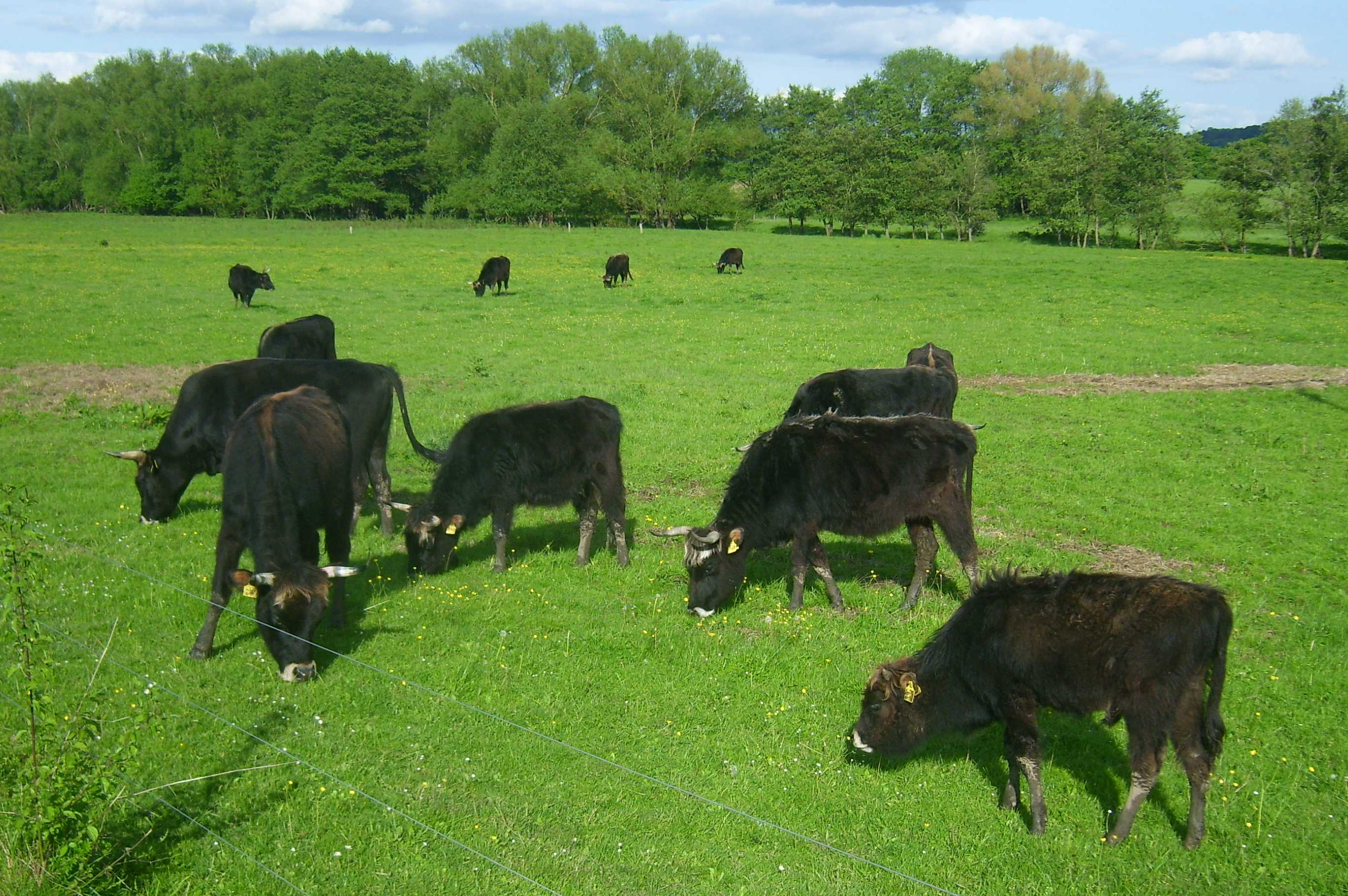
Heckrinder an der Aue der Zwester Ohm unmittelbar oberhalb Hachborns, siehe Zwester Ohm#Heckrinder

- Die heute als evangelische Kirche genutzte ehemalige Klosterkirche
- Die Klostermauer in der Nähe der Dorfkirche
- Rest der Klostermauer in der Hachborner Straße
- Klosterkeller (Privatgelände)
- Der alte Dorfbrunnen / Der Born
- Der Schwedenstein
- Alte Schanze
- Neue Schanze
- Hügelgräber
- Biotop an der Zwester Ohm
- Hofgut Fortbach

## Politik
Für Hachborn besteht ein Ortsbezirk mit Ortsbeirat und Ortsvorsteher nach der Hessischen Gemeindeordnung. Er umfasst das Gebiet der ehemaligen Gemeinde Hachborn.
Der Ortsbeirat Hachborn  besteht aus fünf Mitgliedern. Bei den Kommunalwahlen in Hessen 2021 betrug die Wahlbeteiligung zum Ortsbeirat 58,47 %. Dabei wurden gewählt: zwei Mitglieder der SPD und drei Mitglieder der „Hachborner Wählergemeinschaft“ (HWG). Der Ortsbeirat wählte Frank Ochs (HWG) zum Ortsvorsteher.

## Infrastruktur
- In Hachborn bestehen eine Grundschule und ein Kindergarten.
- Im Dorf gibt es mehrere Vereine, darunter einen Gesangsverein, einen Motorradclub und einen Sportverein.